# Мифическое существо

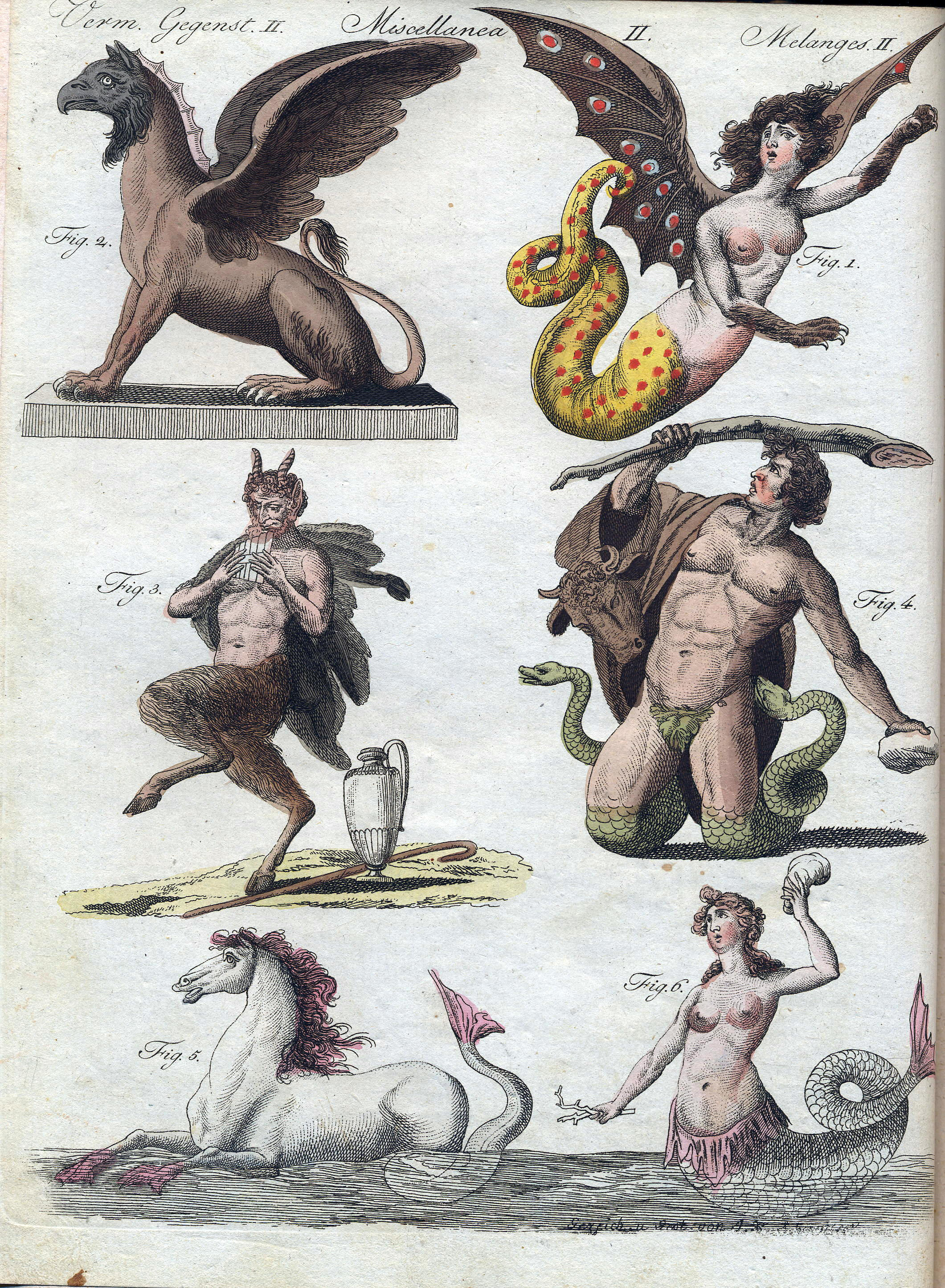
Мифические существа в книге Bilderbuch für Kinder («Книжка с картинками для детей») Фридриха Бертуха (1790—1830).
Левый ряд (сверху вниз): грифон, сатир, гиппокампус.
Правый ряд (сверху вниз): гарпия, гигант, морская дева.

Мифическое или легендарное существо, также сказочное существо или сказочный зверь — тип мифологических персонажей, сверхъестественное животное / растение, нередко гибрид, иногда антропоморфное (например, сирены), существование которого не доказано или не может быть доказано, и описанное как в мифологических или фольклорных источниках, так и некоторых исторических документах вплоть до современной эпохи.
В период Античности чудовища, такие как циклоп и минотавр, фигурируют в героических эпосах, где главный герой должен уничтожить этих тварей. Другие существа, такие как единороги или василиски, упоминались в трудах по естествознанию различными учёными древности. Свидетельства о ряде легендарных существ происходят из традиционной мифологии, а описанные вымышленные существа долгое время считались реально существующими, например драконы, грифоны и единороги. Другие представления были основаны на встречах с реальными, но увиденными впервые животными, описания которых были искажены, такие как баранец — ягнёнок, «вырастающий из стебля растения».

## Существа
Множество мифических животных фигурируют в литературе и искусстве Античной эпохи. Например, в сюжете «Одиссеи» важную роль играют такие существа как циклоп, Сцилла и Харибда, которым предстоит противостоять герою Одиссею. В других мифах Горгону Медузу побеждает Персей, Минотавра — Тесей, а Гидра погибает от рук Геракла в ходе выполнения одного из его подвигов, Эней сражается с гарпиями. Таким образом, основная роль этих монстров в сюжете — подчёркивать величие главных героев.
Нередко существа, имеющие сходную внешность и особенности фигурируют в мифологии совершенно различных культур и народов. Так, к примеру, кентавры, химеры, тритоны и пегасы встречаются и в мифологии индийцев. Сфинксы также появляются в качестве крылатых львов в индийском искусстве, а птица паяса — в мифологии индейцев Северной Америки.
В средневековом искусстве животные, как реальные, так и мифические, играли важную роль. Они включались в декоративные формы средневековых украшений, иногда с замысловатым переплетением конечностей. Порой изображения животных использовались для придания объектам юмористического смысла или, напротив, величия. В христианском искусстве животные несли символическое значение, например, ягнёнок символизировал Христа, голубь — Святого Духа, классический грифон — хранителя мёртвых. Средневековые бестиарии включали описания и изображения различных животных независимо от доказанности их существования; василиск олицетворял дьявола, а мантикора символизировала искушение.

## Аллегорическая функция

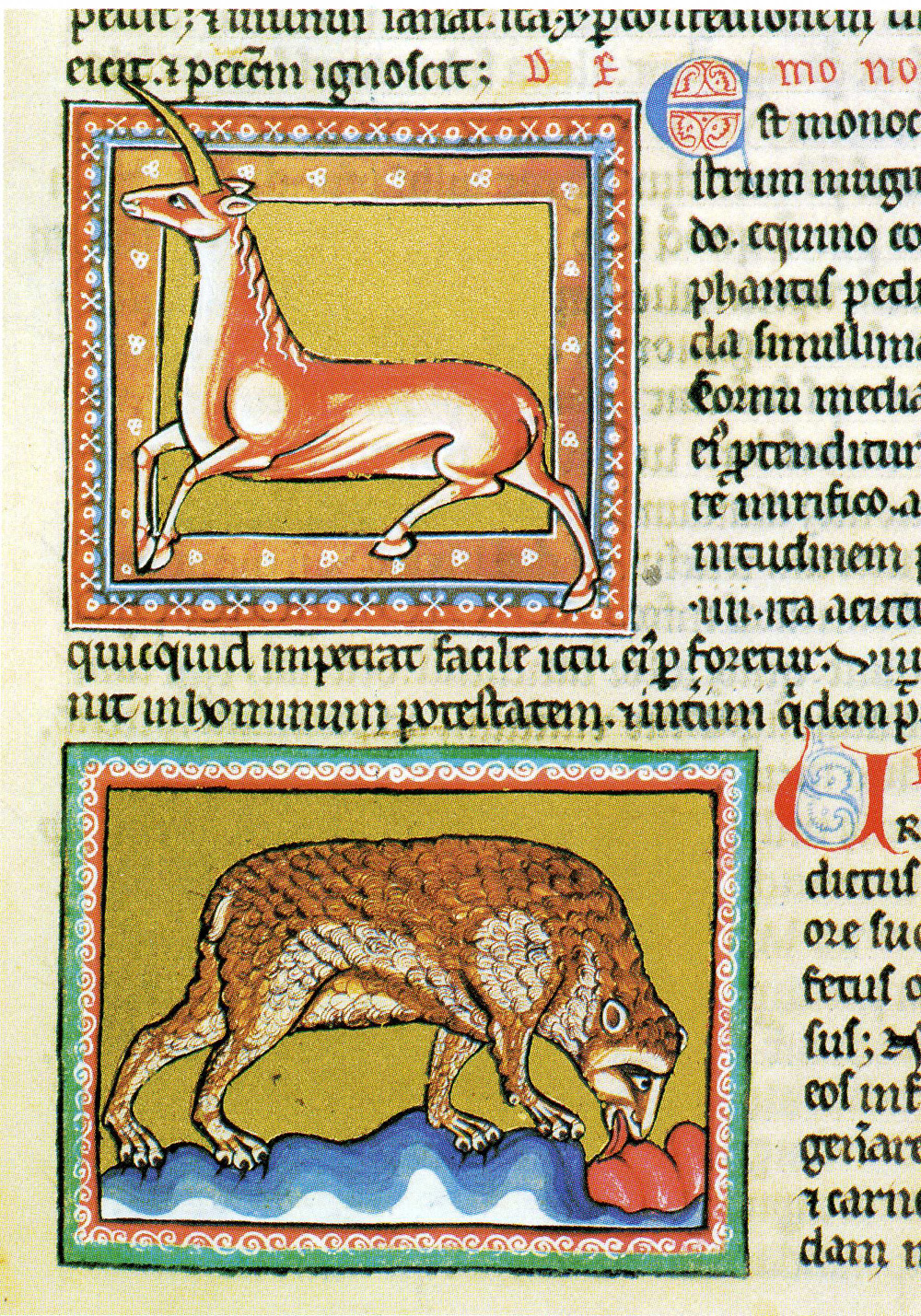
Средневековые бестиарии описывали мифических животных наряду с настоящими: единорог — вверху, медведь — внизу.

Одной из функций мифических животных в Средние века была аллегория. Единороги, например, описывались как необычайно быстрые и неуловимые с помощью традиционных методов охоты животные. Считалось, что единственный способ поймать этого зверя — это привести к его жилищу деву. Единорог должен был «запрыгнуть к ней на колени и заснуть», после чего охотник мог, наконец, поймать его. С точки зрения символики, единорог был метафорой Христа. Единороги олицетворяли идею невинности и чистоты. В Библии короля Иакова в Псалме 92:10 говорится: «Возвысь рог мой, как рог единорога». Переводчики короля Иакова ошибочно перевели еврейское слово «re'em» как «единорог». В более поздних версиях этот термин переведён как «дикий бык». Маленький размер единорога означает смирение Христа.
Ещё одним распространённым легендарным существом, выполнявшим аллегорические функции в Средние века, был дракон. Драконов отождествляли со змеями, хотя их атрибуты были значительно модифицированы. Предполагалось, что дракон был гораздо крупнее всех других животных. Считалось, дракон не обладал ядом, но мог убить всё живое, к чему прикасался и без всякого яда. Библейские писания описывают дракона как слугу дьявола, а образ дракона использовался для обозначения греха в целом. Считалось, что драконы обитали в таких местах, как Эфиопия и Индия. Эти заключения основывались, очевидно, на выводах о постоянном тёплом климате этих областей.
Физиологические особенности не были в центре внимания художников, изображающих мифических животных, а средневековые бестиарии не задумывались в качестве трудов по биологической систематике. Такие существа, как единорог и грифон, не попадали в отдельный «мифологический» раздел средневековых бестиариев, поскольку именно символизм, а не достоверность, имел первостепенное значение. При изображении и описании животных, существование которых к настоящему времени подтверждено учёными, также применялся фантастический подход. Вероятно, религиозное и моральное значение этих животных было намного более важным, чем правдоподобие. Писательница, исследователь роли мифических существ в средневековом искусстве Нона К. Флорес указывает: «К десятому веку художники все больше были связаны аллегорической интерпретацией и отказались от натуралистических изображений».